# Монтегротоне (Ријети)
Монтегротоне је насеље у Италији у округу Ријети, региону Лацио.
Према процени из 2011. у насељу је живело 173 становника. Насеље се налази на надморској висини од 263 м.